# La storia di uno... Adriano Celentano
La storia di uno... Adriano Celentano è una compilationdi Adriano Celentano pubblicata nel 1973.

## Storia
Si tratta del primo album doppio della sua carriera. LP contiene una sola canzone inedita "Prisencolinensinainciusol" uscita qualche mese prima sul 45 giri. L'album contiene un fumetto disegnato da Gianni Zanini che racconta la vita del cantante.

## Tracce
1. Il tuo bacio è come un rock
2. 24.000 baci
3. Impazzivo per te
4. Sta lontano da me
5. Sei rimasta sola
6. Pregherò
7. Il tangaccio
8. Grazie, prego, scusi
9. La coppia più bella del mondo
10. Azzurro
11. La storia di Serafino
12. Storia d'amore
13. Chi non lavora non fa l'amore
14. Viola
15. Sabato triste
16. Il problema più importante
17. Ciao ragazzi
18. Il ragazzo della via Gluck
19. Mondo in Mi 7a
20. Sotto le lenzuola
21. Er più
22. Una storia come questa
23. L'albero di 30 piani
24. Prisencolinensinainciusol - INEDITO 1973